# Danae exhauriens
Danae exhauriens is een keversoort uit de familie zwamkevers (Endomychidae). De wetenschappelijke naam van de soort werd in 1955 gepubliceerd door Strohecker.